# Aftershock (film 2012)
Aftershock è un film del 2012 scritto e diretto da Nicolás López, appartenente al genere horror-thriller e basato sul terremoto accaduto in Cile nel 2010.

## Trama
Lo statunitense Gringo, dopo la fine del proprio matrimonio, viene convinto dagli amici Pollo e Ariel a trascorrere qualche giorno di vacanza in Cile, terra natia di Pollo. La loro strada si incrocia con quella di altre tre turiste: le due sorelle statunitensi Monica e Kylie e la loro amica russa Irina. I sei decidono di unirsi e trascorrono una giornata a Valparaíso e, giunta la notte, mentre si trovano in una discoteca sotterranea, un violento terremoto colpisce la zona facendo crollare gran parte degli edifici compresa la discoteca. Gringo, Pollo, Kylie e Monica riescono a ripararsi sotto dei tavoli, Irina rischia di essere travolta da delle luci ma si salva, mentre Ariel, finito il terremoto e aiutando la barista Carmen, finisce con una mano tranciata da uno scaffale di ferro.
I sei sono aiutati dalla donna delle pulizie del locale ad uscire da un passaggio sotterraneo e, volendo portare Ariel in ospedale in quanto in preda ad una forte emorragia, i ragazzi raggiungono la funivia della città, riuscendo a far salire l'amico ferito dopo aver implorato il manovratore (col quale Pollo aveva avuto un diverbio poche ore prima). Ma, mentre la cabina si trova quasi in cima, una scossa d'assestamento la fa precipitare, uccidendo tutti gli occupanti, compreso Ariel. Seppur in preda a shock, i cinque decidono di andare avanti e raggiungere la cattedrale, parte più alta della città, in quanto è stato nel frattempo lanciato l'allarme tsunami. Si ritrovano in una strada piena di persone in preda ad euforia, e ben presto si rendono conto che si tratta di detenuti evasi dalla vicina prigione che è crollata; tentano di passare tra di loro senza farsi notare, ma i detenuti notano le tre ragazze e iniziano a seguirli; giunti in una stradina, una seconda scossa di assestamento fa crollare parte di un edificio e un enorme masso colpisce Gringo, bloccandolo a terra. Kylie e Irina decidono di restare con lui, mentre Pollo e Monica vanno a chiedere a aiuto; nel frattempo i detenuti arrivano da Gringo (che nel frattempo ha fatto nascondere le ragazze), che inizia ad essere torturato con del whisky e un accendino in modo da fargli dire dove siano le ragazze. Gringo non resiste alla paura e fa scoprire il loro nascondiglio; Irina tenta di scappare, ma viene presa e violentemente stuprata dal capo della banda davanti agli occhi dei suoi sottoposti e di Gringo, il quale getta un sasso all'uomo per farlo smettere, ma per tutta risposta finisce bruciato vivo. Questo momento di distrazione permette a Kylie di scappare; il branco però la scopre e la segue, lasciando solo Marito, il fratello del capo, con Irina, che viene stuprata anche da lui.
Intanto Monica e Pollo hanno salvato la vita ad un vigile del fuoco, schiantatosi con il camion insieme ad un suo collega, che però muore; i tre vengono raggiunti da Kylie che li porta da Irina, ancora sotto le grinfie di Marito. Pollo uccide il ragazzo con un'ascia e in quel momento sopraggiunge il branco, il cui capo, alla vista del fratello morto, spara all'impazzata uccidendo Irina, mentre gli altri fuggono. Pollo, Kylie, Monica e il pompiere tentano di trovare riparo in una casa, ma la padrona non vuole saperne, essendo impaurita per numerosi stupri e furti avvenuti in seguito alla fuga di detenuti; quando Pollo tenta di entrare con la forza, la donna gli spara, ferendolo. Il gruppo si allontana, ma Pollo decide di restare indietro per non essere di peso agli altri; il pompiere lo fa nascondere, promettendogli che sarebbero tornati, ma proprio mentre il branco di evasi giunge vicino al nascondiglio, il cellulare del ragazzo squilla facendolo scoprire e condannandolo a morte.
Kylie, Monica e il pompiere riescono ad arrivare alla chiesa, dove il prete riesce a farli entrare e a chiudere fuori i balordi; il sacerdote fa strada ai tre per far raggiungere loro un cunicolo che porta fuori città, ma due scosse complicano le cose: la prima distrugge la cattedrale, e permette ai balordi di entrare, la seconda uccide loro e il prete. Kylie precipita da una scala dalla quale stava scendendo, ferendosi una coscia; il pompiere, sceso prima di lei, si toglie la giacca per fermare l'emorragia, rivelando le braccia tatuate (anche lui è uno degli evasi dalla prigione). La ragazza capisce e implora pietà, dicendo che non lo dirà a nessuno. Monica, intanto, che era rimasta in cima, riesce a scendere, solo per trovare Kylie morta e l'evaso che la minaccia; lui sembra avere la meglio, ma una terza scossa permette a Monica di ucciderlo e di raggiungere una spiaggia. Provata, la ragazza scoppia in una risata e in seguito in un pianto isterico, quindi sviene; al suo risveglio, davanti a lei vede un enorme tsunami che sta per abbattersi sulla costa.

## Produzione
Il film è stato girato in Cile, in molti degli stessi punti in cui la distruzione ha avuto luogo. L'idea è nata da una conversazione con Roth e Lopez, in cui Lopez ha descritto gli orrori non solo del terremoto, ma il caos completo e temporaneo collasso della società, nelle ore successive.